# Sexy Dance 2
Série Sexy Dance
Sexy Dance
(2006) Sexy Dance 3D
(2010)
Pour plus de détails, voir Fiche technique et Distribution.
Sexy Dance 2, ou Dansez dans les rues au Québec, (Step Up 2: The Streets) est un film américain sorti en 2008. 
C'est la suite du film Sexy Dance de 2006. Ce nouveau volet est réalisé par Jon Chu et chorégraphié par Jamal Sims, Hi-Hat (American Girls) et Dave Scott (Stomp the Yard).

## Synopsis
Le film se déroule à Baltimore, dans le Maryland. Il raconte l’histoire d'Andie West (Briana Evigan) qui poursuit son grand rêve de devenir une danseuse de rue. Sa mère est morte d'un cancer quand elle avait 16 ans, elle vit maintenant avec la meilleure amie de sa mère, Sarah (sa tutrice). Mais en réalité, Andie se sent seule. Bien qu'elle soit brillante à l'école, c'est sa passion pour la danse qui apporte quelque chose de spécial dans sa vie. Sarah prévient Andie que les 410 ne sont pas fréquentables : ce sont des vandales qui n'hésitent pas à enfreindre la loi pour faire passer leurs idées et Andie passe trop de temps avec eux à son goût. Cette dernière la menace alors de l'envoyer vivre au Texas avec sa tante si elle ne change pas.
Partie se changer les idées dans un club de danse, le Dragon, Andie y croise Tyler (Channing Tatum). Afin qu'elle puisse pleinement vivre sa passion pour la danse, Tyler tente de la persuader de passer une audition pour l'école des arts du Maryland (MSA). Mais devant le refus d'Andie, il la défie dans une battle de danse : si elle gagne, il la laisse tranquille mais s'il gagne, elle devra passer l'audition. Tyler sort gagnant de la battle et les deux retournent à la maison d'Andie où Tyler demande à Sarah de la laisser rejoindre la MSA. D'abord réticente, Sarah finit par accepter et Tyler laisse Andie à l'audition à MSA, tandis qu'il va en tournée avec Nora.
Chase Collins (Robert Hoffman), étudiant de la MSA et membre du jury de l'audition, perçoit directement le potentiel d'Andie. Il essaye alors de persuader le directeur d'école, son frère Blake (Will Kemp), de la recruter. Finalement admise, Andie passe beaucoup de temps à l'école pour s’entraîner. Mais les membres du 410 remarquent vite que les études d'Andie passent avant son groupe et ils décident de l'expulser. Andie et Chase forment alors un nouveau groupe (Crew) avec des élèves talentueux et motivés. Ensemble, ils tenteront de battre les 410 et remporter le titre de la compétition.

## Fiche technique
- Titre original : Step Up 2: The Streets
- Titre français : Sexy Dance 2
- Titre québécois : Dansez dans les rues
- Réalisation : Jon Chu
- Scénario : Toni Ann Johnson, Karen Barna et Duane Adler et Alex Tse (non crédité)
- Direction artistique :
- Décors :
- Costumes :
- Photographie :
- Montage :
- Musique :
- Chorégraphies : Jamal Sims, Dave Scott
- Production : Adam Shankman, Jennifer Gibgot et Anne Fletcher
- Sociétés de production : Touchstone Pictures, Summit Entertainment et Offspring Entertainment
- Société de distribution : 
  - Walt Disney Studios Motion Pictures (États-Unis)
  - Universal Pictures (France)
- Pays d'origine :  États-Unis
- Langue : anglais
- Genre : Drame, romance et film de danse
- Durée : 102 minutes
- Date de sortie :
  -  États-Unis,  Québec : 14 février 2008
  -  France : 9 avril 2008

## Distribution
- Briana Evigan (V. F. : Élisabeth Ventura ; V. Q. : Geneviève Déry) : Andie West
- Robert Hoffman (V. F. : Franck Lorrain ; V. Q. : Nicholas Savard L'Herbier) : Chase Collins
- Adam G. Sevani (V. F. : Charles Pestel ; V. Q. : Sébastien Reding) : Robert « Moose » Alexander III
- Will Kemp (V. F. : Damien Boisseau ; V. Q. : Philippe Martin) : Blake Collins
- Cassie Ventura (V. Q. : Bianca Gervais) : Sophie Donovan
- Channing Tatum (V. F. : Donald Reignoux ; V. Q. : Frédérik Zacharek) : Tyler Gage
- Danielle Polanco (V. F. : Audrey Sablé ; V. Q. : Catherine Brunet) : Missy
- Christopher Scott : Hair
- Luis Rosado (V. F. : Hervé Grull) : Monster
- Harry Shum Jr : Cable
- LaJon Dantzler : Smile
- Janelle Cambridge : Fly
- Black Thomas (V. Q. : Hugolin Chevrette) : Tuck
- Telisha Shaw (V. Q. : Stéfanie Dolan) : Felicia
- Mari Koda : Kido
- Sonja Sohn (V. Q. : Chantal Baril) : Sarah
- James Colter (V. F. : Nathanel Alimi) : Cricket
- J-Boog (V. F. : Diouc Koma ; V. Q. : Patrice Dubois) : DJ Sand

Source et légende : Version française (V. F.) sur Doublagissimo

## Bande originale
| No  | Titre                       | Auteur                            | Durée |
| --- | --------------------------- | --------------------------------- | ----- |
| 1.  | Low                         | Flo Rida featuring T-Pain         | 3:51  |
| 2.  | Shake Your Pom Pom          | Missy Elliott                     | 4:00  |
| 3.  | Killa                       | Cherish featuring Yung Joc        | 3:50  |
| 4.  | Hypnotized                  | ring Akon                         | 3:08  |
| 5.  | Is It U                     | Cassie                            | 3:57  |
| 6.  | Can't Help But Wait (remix) | Trey Songz featuring Plies        | 3:24  |
| 7.  | Church                      | T-Pain                            | 4:00  |
| 8.  | Ching-a-Ling                | Missy Elliott                     | 3:38  |
| 9.  | Push                        | Enrique Iglesias                  | 3:28  |
| 10. | 3-6-9                       | Cupid featuring B.O.B.            | 3:31  |
| 11. | Impossible                  | Bayje                             | 4:08  |
| 12. | Lives in Da Club            | Sophia Fresh featuring Jay Lyriq  | 3:28  |
| 13. | Girl You Know (remix)       | Scarface featuring Trey Songz     | 4:15  |
| 14. | Say Cheese                  | Keyshia Cole                      | 4:05  |
| 15. | Let It Go                   | Brit & Alex                       | 3:25  |
| 16. | Ain't No Stressin           | Montana Tucker, Sikora and Denial | 4:19  |
| 17. | Bounce                      | Timbaland                         | 4:04  |
| 18. | No Te Veo                   | Jowell y Randy                    | 4:02  |
| 19. | Money in the Bank           | Swizz Beatz                       | 3:23  |

## Box-office
Le film s'est ouvert à #2 et a gagné $18.908.826 en son week-end d'ouverture. Intensifié à partir du 4 août 2008 le film a gagné $58.017.783 au box office domestique et $86.027.415 dans d'autres régions du monde, apportant un total de $144.045.198 dans le monde entier. Cependant, le film a seulement reçu 24 % des revues positives par Rotten Tomatoes.